# 動畫術語列表
動畫術語指動畫專用的特別詞語。本頁所列舉的主要為日本動畫為主的術語，部份術語在歐洲動畫、美國動畫或其他國家的動畫均適用。

## 動畫
指動畫製作中涉及的流程和範疇。
- 前製（簡稱）：指進入影像製作前的準備工作，除了一些商業手續，還包括制作前需要的企畫書、腳本、設定等；確認製作預算，尋找潛在的贊助商、出資者、以及製作委員會成員；尋找製作需要用到的配音員、製作人員、制作公司等等[2]。
- 概念：指動畫專案的創作意圖、主題和思想[3]。概念可以是原創的，也可以是來自其他作品的。通常在概念階段，也會確認好作品的受眾[4]。
- 預付：在制作之前，交付制作費用[5]。

- 廣告前畫面或廣告後畫面（日語：アイキャッチ）：指在播放廣告前後的短片段[5]。
- 成品：指作業完結的狀態，或者指完成作業的鏡頭[5]。
- 資產管理（日語：アセットマネジメント）：指管理制作過程中產生的影像素材、日程、開支等檔案[5]。
- Up：指作業的截稿日，或者指提交成品一事[5]。
- 抓Cue點（日語：頭出し）：指在錄音、錄影等媒體中，找出播放段落開頭的行為[5]。

- 動態分鏡（日语：アニマティック）：又稱為「影像分鏡」，在傳統電影製作中，一般稱為萊卡捲軸（英语：Leica Reel）。指在製作早期階段，將一些分鏡拍攝成影像，藉此預覽影像流暢度和鏡頭效果，故又稱「視覺預覽」（英語：previsualization)。在手繪動畫時期，一般使用攝像機完成動態分鏡，電腦製作動畫時期，可以利用軟件實現相關效果[6]。

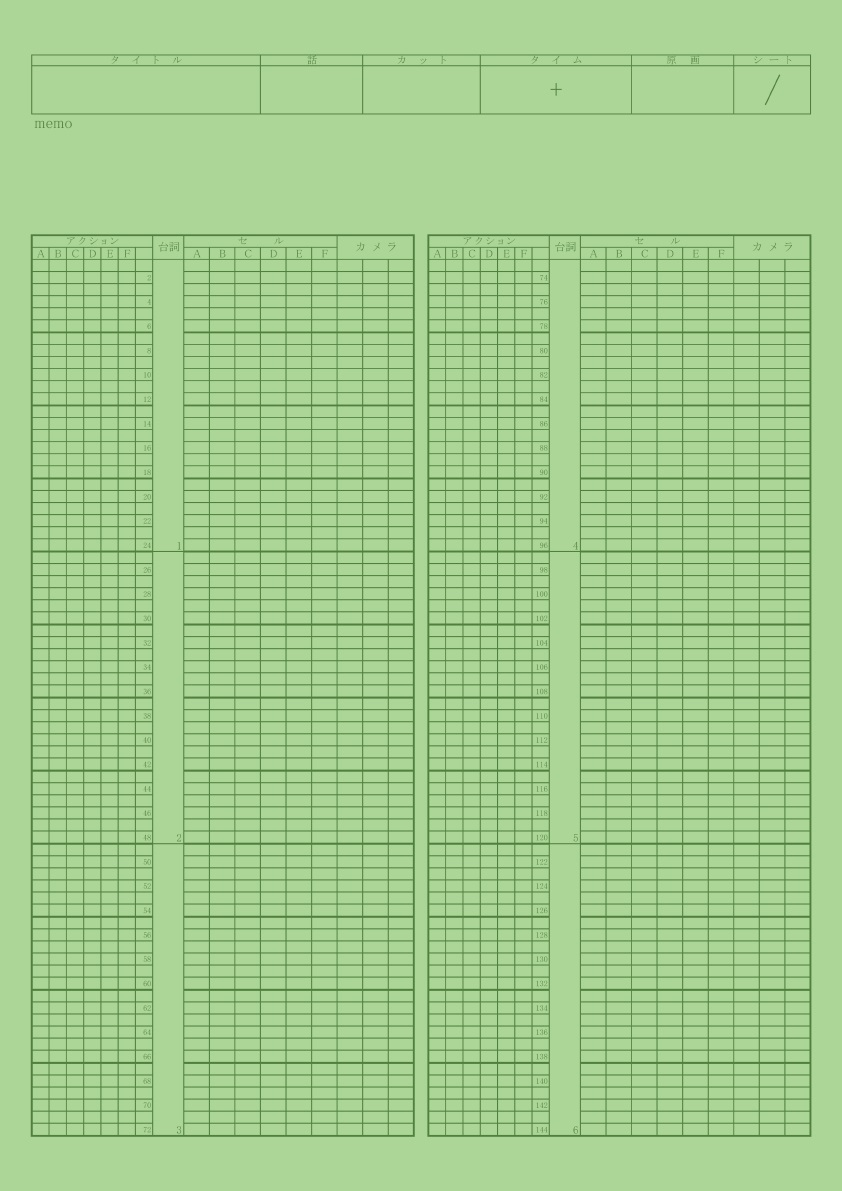
6秒版的律表

- 律表（英语：Exposure sheet）（簡稱）：又稱為「動畫律表」（日語：アニメーションシート），歐美動畫一般稱作X-sheet。是一種以影格數記錄動作時間節奏的表格，有每秒24影格和每秒30影格兩種格式，兩種格式都有3秒用和6秒用的版本。律表是一個鏡頭的「時間設計圖」，原畫製作會根據律表進行分工，上色、特效、拍攝等作業細節也會記錄到律表上[7]。
- 前導預告（日语：アバンタイトル）（簡稱）：在電視動畫中，出現在作品標題畫面前的短篇影像，用於簡單介紹節目內容。是法語和英文合成詞[8]。

- 配錄（日语：アテレコ）：指替海外電影、動畫進行日文配音。是配音（日語：アフレコ）流行前的說法[5]。
- 配音腳本（日語：アフレコ台本，簡稱）：指配音及混音後製使用的腳本，通常會詳細描述配音的場景、鏡頭等內容。台詞為縱書，為方便閱讀，不會記錄演出內容[8]。
- 配音（日语：アフレコ）：是的縮寫，也可寫作AR。指根據配音劇本、演出和音響監督的要求，錄下聲優的聲音[8]。
- 混音後製（日語：ダビング）：指制作動畫期間，對效果音、音樂、對白等音頻素材進行平衡性調整、配置的作業。可寫作DB，又稱為mix、mixdown、trackdown。歐美方面一般稱為Dubbing、re-recording[9]。
- 同日混音後製（日語：アフダビ）：是的縮寫。電視動畫一般會安排同一天進行配音和混音後製[8]。
- 配音腳本用分鏡（日語：アフレコ台本用絵コンテ）：用到配音腳本的分鏡，一般帶有簡易文字說明各個鏡頭的內容[8]。
- 配音帶（日語：アフレコロール）：在配音作業時用到的圖像素材，或者指收錄了這些素材的錄影帶[10]。

- 粗剪：正式編輯作業前的大致剪輯，一般依故事劇情順序剪輯，以檢查整體影像[10]。
- 既有素材（日語：ありもの）：指已經做好的成品素材[10]。

- 色彩會議（日語：角打合せ，簡稱）：決定色彩設定、色彩設計、色彩指定、色彩檢查等職務的負責人，及相關業務討論的會議。一些公司會安排動畫檢查和美術監督參與會議[10]。
- In/Out（日語：イン／アウト）：指角色或物品在畫面中進出的演出效果[10]。
- 插入鏡頭剪接（日語：インサート編集）：指將畫面的一部分插入到另一個畫面的剪輯技巧，影像剪輯的方法之一[10]。
- 分鏡用紙（日語：絵コン用紙）：用於繪製分鏡的紙張，電視動畫一般使用A4紙，劇場版會使用更大尺寸的紙張[11]。
- 剪輯清單（日語：エディットリスト）：用於線上剪輯作業，清單上記錄離線作業時需要的鏡頭長度、時間點等資料[11]。

- 演出：指對表演者或工作人員的指示內容，具體包括以那種方式及手法表現出劇本的故事與要素等[11]。
- 演出會議（日語：演出打ち）：討論作品演出的會議，參與者有動畫的導演、各集演出、制作進行等[11]。
- 片尾：指電視動畫末，伴隨片尾曲播出的動畫。時長一般為90秒，並且有放出各集工作人員名單[11]。
- 大型用紙（日語：大判用紙）：大判用紙比一般動畫用紙的長寬大兩到三倍，用於繪製大型運鏡，受掃描器大小限制，通常最大為A3紙[12]。
- 回錄：將包含了配音的人聲，混音後製的音效和音樂等的音源，收錄回影像母带當中的作業。也稱為Copyback（日語：コピーバック）、Multi Audio回錄（日語：MA戻し）、台詞回錄（日語：セリフ戻し）等[12]。
- 畫外音場景（日語：オフシーン）：指畫面外傳來對白和各種聲音的場景[12]。
- OFF台詞（日語：オフセリフ）：指沒有出現在畫面的角色台詞[12]。
- 片頭：指電視動畫開頭，伴隨片頭曲播出的動畫。時長一般為90秒，並且有作品名稱和主要工作人員名單[12]。
- 離線剪輯（英语：Offline editing）：指在正式剪輯前的臨時剪輯，也稱作「前剪輯」、「預備剪輯」[13]。一般是使用原始影像素材的副本粗剪[14]。
- 片頭·尾（日語：オープン・エンド）：指電視動畫的片頭和片尾的固定段落[13]。
- 初剪輯（日語：オールラッシュ）：指使用毛片（英语：Stock footage）剪輯完成的影像素材，或者指檢查這個素材的過程。又可以指給初剪輯而成的素材加入聲音的作業與提交最後修正的作業[13]。
- 音樂會議（日語：音楽打ち）：討論樂曲、音響製作的會議，一般有音響監督參與[13]。
- 音樂記事一覽表（日語：音楽キューシート）：記錄電視動畫、劇場版中音樂的出現次序、時間和方式的進程表，還記錄音樂作品的著作權利者等資料。一般在涉及音樂作品著作權使用費時，會用到[13]。
- 音樂曲目表（日語：音楽メニュー表）：記錄作品會用到的音樂，包括角色主題曲、戰鬥主題曲等背景音樂的一覽表，製作方會根據一覽表的需求，委託音樂家製作樂曲[13]。
- 線上剪輯（英语：Online editing (video production)）：以離線剪輯版本為標準，對正式影像素材進行剪輯的作業[15]。
- 委託海外（日語：海外出し）：指將動畫製作中附加值較低的業務委託海外製作的行為[15]。
- 晃動：指影像的圖突然出現錯位的情況。一般是因為定位尺或者播放設備操作不當導致，數位作業則可能是影像掃描時的位移導致[16]。
- 剪輯（日語：、{{langx|en|cutting}[16]}及日語：、英語：[17]）：拼接和刪減分鏡的作業過程，有時作為剪輯人員的簡稱[16][17]。
- 進度表（日語：進行表）：又稱為「集計表」或「鏡頭確認表」（日語：カット表），是一種整合作品和各集進度的表格。通常由制作進行使用Excel建立，表格會記錄各鏡頭的負責人和當前狀態等內容[18]。
- 鏡頭素材袋（日語：カット袋）：用於收納原畫、動畫、構圖等鏡頭素材的袋子。袋子上會記錄收納鏡頭的基本資訊和作業安排，以方便工作交接[16]。
- （畫/鏡）框角對照法（日語：角合わせ）：以作畫用紙的角落作為校位的方法[16]。
- 定位紙條（日語：紙タップ）：帶有定位孔的紙條，一般是指剪下用過的作畫用紙帶有定位孔的部分。在複製構圖或者一些素材時，可以使用定位紙條調整素材的位置[19]。
- 上手與下手（日语：上手と下手）：戲劇術語，「上手」指面向舞台方向的右側，在動畫製作中，就是指面向畫面的右側。面向畫面的左側，則稱為「下手」[19]。
- 人群吵雜聲（日语：がや）：配音用到的吵雜聲，包括街頭喧鬧聲，運動場的觀眾席人聲，下課時間教室的嘈雜聲等[19]。
- 完成長度（日語：完尺）：指已經確認的影像時長，或膠捲整體的長度。又或者指這個狀態下的影像本身[19]。又稱為「決定長度」（日語：[9]。
- 完成品（日語：完パケ）：是的縮寫，指已經完成，可以用於播映的作品。內容包括完成拍攝和剪輯的影像，以及廣告前後畫面和製作人員名單[19]。
- 企畫書（日語：企画書）：指將企畫書面化的提案書。企畫書除了記錄作品之外，還會記錄製作費、收支計畫等商業內容。贊助商和製作方討論企畫時會用到[20]。
- 輝度：指顯示器或熒幕等的亮度[20]。
- 主視覺（日語：キービジュアル、メインビジュアル）：指代表作品的形象圖[20]。
- 腳本：又稱為「劇本」（日語：シナリオ）、「本」（日語：ほん）。腳本是文字版的作品設計圖，包含故事、台詞等內容。在動畫製作中，是繪製分鏡的基礎[20]。
- 選角：指根據作品中角色形象，挑選合適的聲優[20]。
- 全體演員（日語：キャスト）：指參與作品的表演者，包括聲優等[20]。
- 角色會議（日語：キャラ打ち）：是縮寫，指針對作品中登場角色的會議[21]。
- 協會快遞（日語：協会便）：指日本動畫公司，將紙本原畫等業務素材送往亞洲各地外包公司的定期快遞。一般由制作進行負責收集相關原畫素材，搭乘飛機送往海外委託業務方，素材完成上色後，再帶回日本。目前日本委託海外的動畫、上色業務等，會同時以「使用掃描數位檔案傳送」和「協會快遞」兩種方式送遞素材[21]。
- 季度：電視動畫的播放單位，一個季度約等於三個月，播放集數約10到13集[21]。
- 製作人員名單（日语：クレジットタイトル）：是的縮寫，指電影、電視劇、遊戲中列出演出者、工作人員及製作相關人士的職位和姓名的名單[22]。
- 整體承接：動畫制作的業務承辦單位。意思是從總承包製作公司（日語：元請け）承接系列中的完整一集。承辦方需要負責該集所有的制作業務，最後要交付完成品[22]。
- 尾板：指後頭滯留大量作業，當前作業已經無法再延期[22]。
- 背景音樂（英語：background music，縮寫BGM）：日文又寫作劇伴，指作品背景中的音樂[23]。
- 決定稿（英語：final manuscript）：指反覆修改後的最終完成版，一般用在劇本和角色設計上[24]。
- 缺號（日语：欠番）：指從1開始的連續編號中的缺少號碼[24]。
- 原畫用紙：用於繪製原畫的特種用紙，比一般動畫用紙更薄更透明，方便疊起來作畫。規格有電視動畫、劇場版等尺寸[24]。
- 背景原圖（日語：背景原図）：簡稱「原圖」，指繪製背景美術素材的底稿。現實取景及相關資料的線稿，在場景佈局的階段會有一定修改，之後會集合成冊，供美術工作人員作美術設定參考，便於相關人員理解角色在場景中的位置等資訊[25]。
- 原動仕：原畫、動畫、上色（仕上）的合稱，也代指製作公司之間的相關委託[26]。
- 原版組合（日語：原版組み）：一、指將畫面影像和聲音拼接而成的原始底片。二、指完成原始底片這個行為本身[26]。
- 兼用卡（日語：兼用カット）：指某一個鏡頭（卡）用到的動畫和背景素材，在其他鏡頭也能使用的意思[26]。
- 效果帶（日語：効果ロール）：在配效果音時用到的繪圖素材，或者指收錄相關繪圖素材的影帶[27]。
- 校正：指文本在發佈前勘誤過程，又稱為「文字校正」和「文字校」[27]。
- 構成：指故事發展所需的要素，包括故事設定、角色關係、伏筆設置等要素。有時作為系列構成的縮寫[27]。
- 合成：又稱作「合成親與子」（日語：合成親と子）[27]、賽璐珞/圖層合成（日語：セル合成）[28]。動畫中動態和靜態兩部分會在不同的紙上作畫，接著由上色人員在描線階段會兩者合成。在賽璐珞動畫時代，靜態部分的賽璐珞稱為「親」，動態部分的賽璐珞稱為「子」，合成是指上色人員將「親」和「子」重疊的行為。數位化時代，合成則使用軟件完成[27]。

- 合成傳票（日語：合成伝票）：指上色人員在進行合成作業時用到的傳票，會記錄「親」和「子」的如何組合排列[29]。
- 角色出場表（日語：香盤表）：香盤表原指落語中的演員出場順序表，歌舞伎的角色分配表。在日本電影行業指拍攝日程表。在日本動畫業界，指一種記錄場景、時間、登場角色、美術設定等資訊的一覽表，以各場景、各鏡頭為單位整理[29]。
- 影印用稿（日語：コピー原版）：指為了減少分鏡、角色設計、美術設定的原始稿件在多次影印期間遭受損壞的風險，而準備一個專門用於影印的版本[3]。
- 台詞延續/跨鏡頭（日語：こぼす）：指延長台詞的長度，又指台詞超過該鏡頭，延續到下一個鏡頭[3]。
- 分鏡會議（日語：コンテ打ち）：是的縮寫，指分配繪製分鏡工作的會議。一般負責繪製分鏡的導演，制作進行會參與會議，部分情況會安排演出之外的人負責繪製分鏡[3]。
- 分鏡委託（日語：コンテ出し）：指分配繪製分鏡工作到具體的人，這個行為本身[3]。
- 作業傳票（日語：作業伝票）：又稱作「委託書」，「委託傳票」，指製作公司給出外包工作時的傳票[30]。
- 作畫會議（日語：作打ち）：是的縮寫。由導演或者該集演出主持的會議，旨在說明各鏡頭的內容。與會者包括演出、作畫監督、原畫和制作進行，動畫檢查視乎情況也會出席[30]。

- 作畫桌（日語：作画机）：又稱為「動畫桌」、「Trace台」、「透寫台」、「光桌」。一種專用桌，桌面鑲嵌玻璃，玻璃下有照明功能[30]。
- 交付攝影（日語：撮入れ）：指將整理好的鏡頭檔案，交付給動畫製作的攝影部門，檔案的內容包括構圖、律表、上色、背景等相關的資料[30]。
- 攝影會議（日語：撮打ち）：是的縮寫。討論攝影方法的會議，參與者有攝影監督、演出或導演[30]。
- 描線（日语：トレース (製図)）：一般指動畫製作軟件RETAS STUDIO（日语：RETAS STUDIO）中的「trace」功能，效果是將掃描的動畫線稿轉變為更易於上色的版本[31]。
- 攝影前檢查（日語：撮出し）：類比電視時代的用語，指在攝影開始前，檢查素材的行為。到數位化時代，對應說法是交付攝影（日語：撮入れ）[32]。
- 殘響：指聲源停止後，聲音仍舊存在的現象[32]。
- 準備作業（日語：仕込み）：音響作業之一。依據影像內容的時間點，添加音源素材到相應音軌上，並加入音效等的作業。準備作業完成後，就是混音後製作業[32]。
- 劇本會議（日語：シナリオ会議）：討論劇本的會議，與會人有編輯、導演和製作人等[33]。
- Cinema Scope Size（日語：シネスコサイズ）：指Cinema Scope的畫面尺寸，長寬比為2.35：1。有時作為比Vista畫面更寬畫面的統稱[33]。
- 劇情提要（日語：シノプシス）：故事的簡要概述[33]。
- 時間長度（日語：尺）：動畫製作中，「尺」一般指影像時間長度。源於過往影像使用底片拍攝，所以使用底片的長度單位代表時間長度[33]。
- 長度不足（日語：尺足らず）：指作品或者鏡頭的成品長度不及預期[33]。
- 修正集：收納各鏡頭原畫修改版本的圖集，當角色設計與早期設計不同時，會派發最新的修正集給原畫師[34]。
- 修正用紙：作畫監督修正原畫時用到的特種用紙，重疊在原畫上作修正時使用。紙張有不同顏色，用於區分要交付給不同職位的人[34]。
- 暫定稿（日語：準備稿）：決定稿前一階段的原稿。指在出資者、原作者、導演等人作為決定前的原稿[34]。
- 初號：一、指影像完成後，進行的首次試映。二、指最初輸出拷貝的底片[34]。
- 鏡頭：影像場面的最小單位。在日本動畫業界，又稱為「卡（/Cut）」。由多個鏡頭組合起來，描述某個情景的影像稱為「場景（英语：Scene (performing arts)）（/Scene）」。而由多個場景組合起來，描述一個故事的影響成為「段落（英语：Sequence (filmmaking)）（/Sequence）」[34]。
- 結尾對照（日語：尻合わせ）：指配合影像結尾來調整音聲結束的時間點，用於反推出開始的時間點[34]。
- 白箱：指完成影像的樣片。在錄影帶時代，有將樣片送給製作人員的習慣，送遞時含有樣片的錄影帶會放入白色的箱子，故此白箱成為這個行為的代名詞，如今樣片則使用DVD-R送遞。由於樣片多保留時間碼（英语：Timecode），故又稱為「有時碼帶」（日語：キャラ入りテープ）[18]。
- 時程表（日語：スケジュール表）：由制作進行製作，記錄各分工流程進度的一覽表[35]。
- 靜態畫（日語：スチール）：又稱為「場景照」，指從動畫中選取重要場景，用作宣傳的影像素材[35]。

- 分鏡：將劇本以圖面視覺化，而做出來的影像製作指示書。基本由鏡頭畫面、演出指示和台詞三部分組成，也會記錄效果音和鏡頭長度等資訊[36]。
- ：一、指製作作品的行為本身。二、指製作部門和創作者。三、指制作進行[37]。
- 制作費（英語：production budget）：指製作動畫用到的費用，包括開發費、原作使用費、製作管理費、演出費、劇本費、前製費、作畫費、背景美術費、色彩、特殊效果費、材料費、片頭和片尾主題曲製作費、攝影費、剪輯費、音響製作費、音樂製作費、預備費用、雜費等等[38]。
- 設定：一、指作品的世界觀設定。二、指具體製作過程中的一些規定，如角色、美術的設定。三、指設定制作[39]。
- 設定集（日語：設定書）：指集合了製作過程中涉及的各種設定資料的檔案[39]。
- 台詞（日語：[39][7]）：指戲劇、電影、連戲劇中角色的發言。在動畫中，一般指角色在劇本中說的話[39]。
- 台詞送回（日語：セリフ戻し）：指音響配音公司將錄製的配音資料檔案送回動畫公司[28]。
- 賽璐珞片（英语：Cel）/圖層（日語：セル）：在賽璐珞動畫時代，動畫製作用使用賽璐珞片繪製線稿、塗色和美術場景等，再重疊起來拍攝。在數位化時代，賽璐珞片這個稱呼也延續了下來，律表將線稿、塗色和美術場景等的素材稱作A賽璐珞片（日語：Aセル）或B賽璐珞片（日語：Bセル）。合成前的素材也是稱作賽璐珞片[28]。
- 賽璐珞動畫（日語：セルアニメーション）：早期動畫會用到一種名為「賽璐珞」的合成樹脂製作，雖然後來改用醋酸纤维素替代，但是賽璐珞動畫這個說法還是保留下來。如今已經不再使用賽璐珞片製作動畫[28]。
- 賽璐珞動畫制作軟體（日語：制作ソフト）：指用於2D數位動畫製作的商業軟件。動畫製作流程會用到多個軟件。日本動畫業界，上色作業通常會用到RETAS STUDIO（日语：RETAS STUDIO），攝影作業通常用到Adobe After Effects，作畫作業尚未有常用的軟件[28]。
- 賽璐珞/圖層缺漏（日語：セルばれ）：在類比電視時代，由於賽璐珞尺寸不一，成品的影像邊緣出現沒上色的部分[40]。
- 零號：指在初號之前用於最後檢查的試映底片[40]。
- 選曲：指根據影像中場景選擇音樂[40]。
- 預告鏡頭（日語：先行カット）：用於宣傳或者預告影像用的鏡頭，通常是作畫作業中優先度最高的鏡頭，多是作品中的關鍵劇情[40]。
- 外巡：指制作進行前往外包公司，回收委託作業的行為[7]。
- 時間碼（英语：Timecode）：指錄影機上顯示的錄影帶時間位置資訊，單位是時、分、秒或者是幀[7]。
- 升檔：指提高影像對比度和亮度[9]。
- 檢視核對（日語：チェックバック）：泛指提出修正，或者修正指示本身[9]。
- 檢視V（日語：チェックV，チェックビデオ）：指動畫製作人員之間傳遞的檢查用DVD或者檔案[9]。
- 前導視覺（日語：ティザービジュアル）：指主視覺發佈前的宣傳用圖像。作用是吸引潛在感興趣的用戶[9]。
- 硬碟式錄影機（日語：ハードディスクレコーダー）：又稱為磁碟錄影機（日語：ディスクレコーダー）、磁碟錄影系統（日語：ディスクレコーダーシステム）、數位硬碟錄影機（日語：デジタルディスクレコーダー)[41]。一張記錄聲音和影像的裝置[42]。
- 設計設定（日語：デザイン設定）：指設計出，作品中的角色、物品、場景等內容的外觀或者用途的設定[41]。
- 天邊：代指深夜12點。源於24點時，時鐘的指針都指向最高位（天邊），而演變出來的代指[41]。
- 動畫：一，指在原畫之間，加入中間張的作業。二、指加入中間張作業時，為此繪製的動畫圖。三、指加入中間張作業的負責人，全稱「動畫人員」。四、指與電影和錄像般的動態影像。五、日文對Animation（アニメーション）的翻譯[43]。
- 動畫用紙（日語：動画用紙）：作畫用紙，比原畫用紙厚。頂部有三個孔洞，可用於定位尺固定[44]。
- 動仕：動畫和上色（日語：上仕）的合稱，指外包動畫製作時，同時將動畫和上色作業一起委託的情況。在日本動畫業界，外包通常會分開兩者，動畫作業完成後需要走動畫檢查和上色指定等流程，完成後在外包上色作業。動仕委託，省略了之間的流程，直接交付完成上色的動畫檔案[44]。
- 同步錄音（英语：Sync sound）：簡稱「同錄」，指同時收錄聲音的錄音方式[44]。
- 演出說明（日語：ト書き）：指在腳本中台詞之間的補充文字描述，內容一般是關於該段劇情中角色的動作、進出場順序，照明、音效等內容[45]。
- 掉：指影像中丟幀，聲音缺失的情況[45]。
- 裁剪：指截取照片或影像的部分畫面的行為，在影像編輯中則是指剪輯鏡頭的長度[45]。
- 十字標記（日語：トンボ）：原為印刷術語，指在製版用原稿的四個角落上，標記裁切位置的符號。在動畫製作中，則指作畫圖大小超過掃描儀限制，需要分數次掃描，為了之後能在組合起來，在作畫圖上作的標記[45]。
- 旁白：指說明作品情景和被省略情節的畫外音[45]。
- 雜訊：指錄音時的雜音，也指複製數位檔案時出現的錯誤資訊[25]。
- 非線性剪輯（日語：ノンリニア編集）：指在電腦上，使用剪輯軟件對影像和聲音進行剪輯[25]。
- 背景會議（日語：背景打ち）：是的縮寫，是關於背景美術的會議，又稱為「背景美術會議」（日語：美術打ち）[25]。
- 媒體費（日語：媒体費）：即「廣告費」，又稱「廣告費用」、「登載費用」。一般電視台是製作方時，沒有這筆費用[46]。
- 制作流程（日語：パイプライン）：在3DCG為主的大型專案中，為提高製作效率構建的流程。是一個旨在更好管理建模、動畫等流程的製作管理系統[46]。
- 試作版/試播集（日語：パイロットフィルム）：在本篇完成前製作的短篇影像。一般是製作公司用來向出資者、發行公司和電視台證明其製作能力[46]。
- 閃爍畫面（日语：パカパカ）：一種影像表現手法，形式為閃爍的背景顏色。這種手法可能導致光敏性癲癇，在日本受到《動畫等影像表現手法準則》管理[42]。

- 章節摘要（日語：ハコ書き）：一種腳本創作方式，創作腳本時以場景（英语：Scene (performing arts)）為單位，每段作簡要的文字概括，以大、中、小分層的方式細化故事內容[42]。
- 哈丁測試（日语：Harding test）：使用哈丁模式分析檢測影像中是否存在可能導致光敏性癲癇的畫面，又稱為「閃爍測試」[42]。
- 節目宣傳（日语：番組宣伝）（簡稱）：指動畫播出前預告和宣傳的電視節目。節目上除了展示海報、傳單、劇照等內容，還有由主演在節目中宣傳。[42]。
- Vista尺寸（英语：VistaVision）：指長寬比為1.85：1，是日本電影院銀幕使用的鏡頭尺寸[47]。
- V編：Video編輯，又稱為影帶剪輯（日語：ビデオ編集）。指電視動畫的最後製作階段，完成母帶的一系列作業。通常由專門的後製作公司負責[6]。
- 線性剪輯（日語：リニア編集）：指以錄影帶來進行剪輯。操作上會用到放影機、錄影機和剪輯機，以兩台錄影機來複製錄影帶畫面，繼而進行剪輯。早期會直接對底片進行剪輯，故又稱為「底片剪輯」（日語：フィルム編集）[48]。
- Format（日語：フォーマット）：在日本動畫業界，Format一般可以指兩個意思。節目格式（英语：TV format）指節目的構成、方式和形式。檔案格式指電腦上各種媒體的檔案形式[2]。
- Format一覧表（日語：フォーマット表）：根據時間段，分配節目格式的表格[2]。
- Format剪輯（日語：フォーマット編集）：指依據播放平台的格式要求（如影像時長、檢驗圖等），完成剪輯的節目影像[2]。
- 修整提升（日语：ブラッシュアップ）：指製作的內容或素材，品質進一步提升的意思[2]。
- 橋段音（日語：ブリッジ）：音樂術語，指樂曲的主歌與副歌過渡的部分。在影視和戲劇中，指轉場時使用的簡短樂曲[2]。
- 全動畫（日语：フルアニメ）：指傳統動畫中每秒使用12到24幀的做法，也可以指使用這個做法完成的作品[49]。
- 全CG動畫（日語：CGアニメーション）：指完全由CG影像構成的動畫，包括2DCG[49]。
- 間隙/喘息（日語：ブレス）：意思為換氣，配音時用語[49]。
- 預先錄音（日语：プレスコ）（縮寫）：指在作畫前，就已經做好錄製音效、人聲和音樂，後續作畫會根據配音，調整角色嘴型。是迪士尼製作傳統動畫時，常用的做法[49]。
- 製作：一、指創作影像的業務。二、指動畫製作這個行為本身。三、指影像和與影像相關的製作公司。四、指經紀公司[50]。
- 情節：類似概要大綱，概要大綱用於宣傳，通常指提到開頭或者關鍵劇情，不描述後續。情節則是，會明確寫出故事結局。故事腳本以情節基礎撰寫[50]。
- 道具：指在作品中的登場道具，如角色手持的武器，場景中出現的書等等[50]。
- 序幕/序章（日語：プロップ）：指文章或故事的引言、導言。在電影和電視劇則指進入本篇前的影像[51]。

## 動畫種類
- 電視動畫：透過電視節目播放的動畫稱為電視動畫。
- 劇場版動畫：曾經在其他有聲及有畫媒體推出過的動畫，後來被改編成電影版的動畫稱為劇場版動畫。
- 動畫電影：故事原本構思並未經其他有聲及有畫媒體播放過的動畫，被製作成動畫後，於電影院上映的動畫稱為動畫電影。
- 原創動畫錄影帶（日語：オリジナル・ビデオ・アニメーション，簡稱OVA）：指動畫並未經任何電視台或電影院的播放便推出影帶、光碟於市面上發售的動畫。[52]
- OAD：全稱「Original Animation DVD」。隨書籍（通常是漫畫）封入的動畫光碟，而非一般市售形式的OVA。
- ONA：全稱「Original Net Animation」。原創網路動畫，藉由網際網路做為最初或主要播放管道的動畫作品，其他媒體動畫作品的網路播放形式不在此列。
- 動畫廣告：含有濃厚商業成份的動畫，具宣傳作用。

## 動畫播放
日本動畫中亦出現很多術語，以下為互聯網、動畫文獻、動畫工作室互相通信時常用的術語。
- 期：製作次數的區分，各期之間並非一定但常有間隔時間。美國、加拿大、澳大利亞稱為season，英國則是series。主要在該年9月至次年5月播出約22—26集，而夏季（6月至8月）僅6—13集不等；其概念和文學、漫畫作品的「部」較為接近。對此，台灣以「季」、香港則「季」或「輯」均有使用，因而常和後述的「季」（クール）混淆。在日本同樣受到影響，部分作品使用（season）來區分，例如《棒球大聯盟》動畫的播放，小學館稱為1st—6th season，NHK稱為第1—第6（series），DVD發售時則以不同篇名區分。
- 季：播放時間的長度，3個月、四半期（商務用語，意為1/4年）。1年分為4季，電視播放的分季以1月（冬）、4月（春）、7月（夏）、10月（秋）啟始。由於日本稱電視節目為番組，因此分別稱為冬番、春番、夏番、秋番。

1季理論上會有13集（後述），但可能因為電視台節目安排等因素，實際上可能為9—13集。附帶一提，美國有線電視也逐漸採用類似概念，例如HBO製播的《黑道家族》，第1—5季（season）均為13集，第6季（最終季）雖是21集，但分成兩部分播出：第1部12集、第2部9集。
其中連續播放兩個季度被稱為半年番組（半年番），連續播放四個季度被稱為一年番組（年番）。
- 集：電視播放一回通常稱為1集，英語稱為episode。在日本不使用「集」這個字，大多稱為「話」（後述）。對漫畫而言，1集指的是單行本的1卷。
- 話：插話[註 2]之略，在整體劇情中一段故事的區分。大部分的作品播放一回為1話（不同作品常有個別的稱呼，像是夜、#等），但部分作品有一回多話的情形，例如《銀河天使》的第2—4期皆為每回2話，《荒川爆笑團》則是每回7至9話不等。對漫畫而言，指的是作品的稿次（可能一回連載2話）。
- 篇：較長的故事分段（篇章），或是另外的分段（例如總集篇、特別篇）。在日本較常稱為「編」，但也有用「篇」這個字[註 3]。
- 总集篇：一类特殊的播出篇章，会将之前播出的内容重新剪辑或者追加部分新画面，重新播放一次。如果是电视动画播放季期末出总集篇，则主要为给没看完这季的观众概括剧情。如果在播放季期中出总集篇，则可能是由于电视动画制作周期出现延误，用于拖延争取制作时间。如果是以独立电影版本制作总集篇，则可能是为了延续之前电视动画等播放的热度，继续赚取作品收入。
- 開場戲（アバンタイトル，cold open、teaser、pretitle）：在片頭標題字幕或影片之前的戲劇片段，通常用來盡快帶入劇情與提起興趣，減少觀眾離場的可能性。
- A part：片頭標題字幕或影片之後，至中場廣告間之間的戲劇片段。
- B part：中場廣告之後，至片尾曲播放之間的戲劇片段。
- C part：片尾字幕或影片之後，至預告播放之間的戲劇片段。
- CM：全寫「commercial message」，播放廣告時段的訊息。
- Staff and Cast：記載負責製作動畫人員的名單。
- 主題曲：用來代表作品的主要樂曲或歌曲。
  - 片頭曲：簡稱OP，在動畫開頭播放的主題曲。
  - 片尾曲：簡稱ED，在動畫尾部播放的主題曲。

## 製作職位
以下是日本動畫的製作人員名單通常會出現相關職位或概念。
- 原作：創作動畫所依據的原有作品、原著[24]。
- 原案（日语：原案）：指原始草稿、原作，或者改編作品之前的狀態[24]。
- 改編（英语：Adaptation (arts)）：指以原作為基礎，改寫成另一個作品[53]。
- 原創：指製作電影、連續劇及動畫時，沒有原作的情況下，創作出的角色、故事和世界觀等內容[13]。
- 企畫：指包括作品原型，未來發展規劃的資訊[19]。
- 製作管理公司（日語：製作会社）：製作管理作品，保有著作權的公司。較少由一家公司擔任製作管理的公司，一般會以製作委員會方式，由動畫製作公司、電視台、遊戲公司等持份者共同兼任[37]。
- 總承包制作公司（日語：元請け制作会社）：指直接從製作委員會等委托方獲得製作委託的動畫制作公司，一般負責協調多家整體承接制作公司和獨立動畫師的工作[54]。
- 整體承接制作公司（日語：グロス請け制作会社）：指從總承包製作公司（日語：元請け）承接系列中的完整一集的製作公司[22]。
- 動畫制作公司（日語：制作会社）：指負責實際製作動畫的公司[37]。
- 專門工作室（日語：先行スタジオ）：指只負責動畫製作其中一個流程的公司，如背景美術、上色、或者攝影[40]。
- Studio（日語：スタジオ）：指攝影棚、製片廠和工作室。大型動畫製作公司一般有多個工作室，各自負責不同的作品[35]。
- 製作人（日語：プロデューサー）：製作人是作品整體的總負責人，工作包括從企畫、製作到分銷整個流程。作品製作過程中也負責專案管理，安排工作，對外交流和製作方向把控等[50]。
- 制作管理主任（英語：production manager）：制作進行的主管，負責收集整理各集制作進行的報告，調整系列作品的進度，也會協助製作人的工作[37]。
- 制作行政（日語：制作事務）：指製作管理和實際作品製作的行政工作，或者指負責該類業務的人員[37]。
- 制作進行：負責推進製作進度，確保作品品質的職位。一般也負責回收外包公司的原畫。制作進行的晉升方向有動畫製作人、演出家和編劇[37]。
- 導演：指作品製作創意上的總負責人，又稱為「演出家」、「總監」[19]。
- 演出家：簡寫「演出」[11]。指擔任演出職務的人，負責作品製作方法和內容。也稱為Director[11]。
- 演出助手：輔助演出家的工作人員，簡稱「演助」[11]。
- 各集演出（日語：各話演出）：指電視動畫中，除導演外，各集的演出負責人[16]。
- 文藝：「文藝擔當」的簡稱，指負責作品創意或者腳本的職位，或者負責任用編劇等的製作管理人員職位[51]。
- 系列構成（日語：シリーズ構成）：電視動畫中編劇擔任的職位之一。不同作品中負責的工作可能略有不同，一般工作是負責調整作品整體劇本，決定各集故事配置[18]。
- 編劇：指戲劇、影像作品劇本的負責人[20]。
- 各集編劇（日語：各話ライター）：指電視動畫中，各集的劇本負責人[16]。
- 設定制作：又稱為「設定進行」，簡稱「設定」。負責作品設定資料的製作和管理的職位，有時由制作進行擔任[39]。
- 角色設定（日語：キャラクター設定）：登場角色的設定，或角色造型設計[21]。
- 角色原案（日語：キャラクター原案）：指設計角色時的原始創意和圖[21]。
- 原畫（日语：原画 (アニメ制作)）：一、指動畫製作中的關鍵格。二、指為關鍵格畫的圖本身。三、指負責繪製關鍵格的人，又稱「原畫師」（日語：原画マン）[24]。
- 美術監督（英語：Art Director）：簡稱「美監」，指背景美術的負責人[47]。
- 色彩校正（日語：色校正）：簡稱「色校」，指在紙本上確認是否按照色彩指定的要求，完成印刷的工作[10]。
- 動畫檢査（日語：動画検査、動画チェック）：簡稱「動檢」，又稱「動畫Check」。指檢查完成的動畫是否有錯漏的行為本身，也可以指負責這些工作的職位[44]。
- 攝影（日语：撮影 (アニメ制作)）：動畫製作在類比電視時代，將美術背景疊上賽璐璐素材後，會有一個拍攝的步驟，這部分作業稱為「攝影」，也是負責作業人員的職稱。到數位化時代，相關作業和職位仍保留這個稱呼，指在電腦上將上色的各種美術素材合成和輸出的作業[30]。
- 配音員（日語：声優）：指以聲音演出影像作品或音聲作品的表演者[39]。
- 配音員事務所（日語：声優プロダクション）：管理或經紀配音員業務的事務所[39]。

## 動畫銷量
此類術語用於描述動畫光盤銷量，部分為華语圈愛好者專用。
不過部分動畫對於銷售量或者要不要有新的並不重要。
- 先發/后發：“先發”指動畫播出後最早販售的版本；“后發”指先發版本推出後發售的版本。
- 初動：指發售首周銷量。
- 卷均：動畫各卷先發平均销量加上各卷後發平均銷量得出的數值。
- 累平：累計平均銷量，即動畫卷均銷量加上BOX銷量得出的數值。
- 霸權：指某一時段內銷量最高的動畫作品。
  - B站霸權：簡稱“B霸”。指中國大陸彈幕視頻網站bilibili（B站）上某一時間段内點擊率最高的動畫，然而實際情況中多有B站點擊率第一卻銷量不佳的情况（如《干物妹小埋》、《小林家的龙女仆》等）。
- 暴死：指銷量惨淡或遠没能達到預期的動畫作品。
- 左肩/右肩：“左肩”指後續銷量逐漸上升的現象；“右肩”指後續銷量逐漸下降的現象。
- 動畫銷量線：
  - 名作之壁/Moppy：源自對《IS〈Infinite Stratos〉》的諷刺，該動畫被一些愛好者認為没有什麼可取之處，卻銷量頗高，因此誕生了“IS之下無名作”的說法。分為“舊壁”（33813枚，不計入BOX銷量）和“新壁”（36872枚，計入BOX銷量）。截至2019年1月，如不計《IS》，共有57部動畫作品“破壁”，其中44部超過“新壁”。
  - 暢銷線：10000枚。
  - 二期線：5000枚。這類動畫被認為將有可能推出第二季。
  - 保本線/學美線：源自《校園烏托邦 學美向前冲！》的銷量。該作品的電視動畫改編在播放期間獲得較高的評價和關注，但最终銷量並不理想，一般被認為是能否收回成本、進行後續創作的衡量指標。數值為2319枚（全卷平均銷量）或2899枚（第一卷銷量）。
  - 寬/frt：883枚。源自對山本寬監督動畫《Fractale》首卷銷量的諷刺。
- 王之力：指動畫光盤附帶的特典（如抽選券）具有較強的吸引力，從而可以大幅提升銷量。

## 其他術語
- PV，音樂影片（Music Video），搭配整首音樂（通常大部分是歌曲）的短片或影片。在日語中通常將剪接成較短、較適合於電視或網路上作為宣傳用途的版本稱為PV（Promotion video），而片長較長的完整版本仍保留「MV」（Music Video）的稱呼方式。如果音樂影片沒有分別剪接長短不同的版本，則習慣上一律通稱為「PV」。
- OST：全寫「Original SoundTrack」， 亦稱為原聲帶，原創的音樂專輯CD。
- BGM：全寫「BackGround Music」，動畫中的背景音樂及插曲。
- 製作經費：指將會使用在動畫的用費。
- 兼用卡：重複利用的既有畫面，多用於變身（如魔法少女）、機器人出擊與合體，或者是使用絕招等畫面。
- DF：一套動畫所記載的各項重要資訊。
- Character Animation：角色動畫，以動畫角色為中心展開的動畫。動畫中有主人公，有故事情節。
- chuckimation：一種很有趣的動畫現象，當在動畫播放的時候，動畫裡的人物會突然離開動畫螢幕（不是電視螢幕，而是動畫播放時的顯示有效範圍的一个框），然後會像真實的演員一樣抱怨動畫製作的困難，薪水太低（他們只是動畫）在很多動畫裡都可以看到這樣的場景。类似打破第四面墙。
- Multi sketch：在電腦上進行手繪，一般需要手寫板。
- NCED：全稱為「Non-Credit Ending」，沒有字幕的動畫片尾歌曲。一般動畫片的片尾曲（ED）都會出現聲優、原畫、動畫、作監等參與該集數人員名單，以及歌曲作者等資訊，NC版則是沒有字幕的動畫片尾曲。
- NCOP：全稱為「Non-Credit Opening」，沒有字幕的動畫片頭歌曲。一般動畫片的片頭曲（OP）都會出現如監督、美術監督、音響監督、製作人、系列構成、人物設定、色彩設計等主創成員，以及歌曲作者等資訊，NC版則是沒有字幕的動畫片頭曲。
- special effect：特殊效果動畫，主要是利用粒子來模型一些現象的動畫。另外還包括虛擬攝影機，效果合成，matte paint（接景）等等。一般都是利用電腦來實現。
- 角色歌：由原動畫或遊戲中各個角色之聲優，以角色身分所唱的歌曲。由於角色歌的詞曲會針對角色量身打造，因而相當受到作品支持者的愛戴。

## 備註
1. ↑  在日文中，和是指不同的意思，前者是指實質的動畫製作，後者是指著作權及版權管理等事宜。
2. ↑  中文稱「插語」，過去多用在戲劇、小說指插曲式敘事自成一段，但現已罕用；且不論中、日文，「話」也有故事的意思，從宋元「話本」衍生而來。
3. ↑  中文量詞也是「篇」同「編」可指章節段落，不過「編」大多用在書籍編目或分套上。

## 外部連結
- listeningside（日語）
- 動畫制作・配信用語集（日語）